# Arturo Bonet Polledo
Arturo Bonet Polledo, fue un jugador de ajedrez español, natural de Asturias.

## Resultados destacados en competición
En 1923 Alexander Alekhine dio una sesión de partidas simultáneas de ajedrez en Madrid, donde Bonet ganó su partida.
En 1936 participó en la Olimpíada Obrera de Barcelona.
Jugó el Torneo Internacional de Gijón, de los años 1944 que ganó Alexander Alekhine, 1945 que ganó Antonio Rico y 1949 que ganó Nicolas Rossolimo. En 1945 ganó su partida de nuevo contra Alexander Alekhine.
Fue dos veces tercero de Asturias en los Campeonatos de Asturias de Ajedrez en los años 1952 y 1955.